# محمد شمص
محمد شمص (25 فبراير 1987 بيروت لبنان - ) هو لاعب كرة قدم لبناني، يلعب كلاعب وسط.

## وصلات خارجية
- محمد شمص على موقع ناشيونال فوتبول تيمز (الإنجليزية)
- محمد شمص على موقع Soccerway.com (الإنجليزية)